# Моделс
Моделс је српска женска поп музичка група, чије су чланице познате као Моделсице.

## Историја
Моделс је 1996. године основао Милан Врбић. Први албум издају 1997. под називом Маde in Belgrade, други албум Пусти нас у диско 1999. године са којим су скренуле ширу пажњу јавности секси спотовима и наступима. Прву и најуспешнију поставу чиниле су Мими Карановић, Ивана Берендика, Сандра Николић и Ивана Стаменковић. Група је била веома популарна током деведесетих, и постигла успех, како у Србији, тако и у региону, популарност је стекла хитовима Шеф станице, Паре, паре, паре, Пусти нас у диско, Ноћ је ведра над Србијом, Секси такси, итд. Чланице групе ангажоване су из реномираних модних агенција.
Актуелну поставку групе чине Ивана Жигић, Орнела Нкеза Карабумба, Анастасија Буђић и Мила Калуђеровић, које су вратиле стару популарност провокативним спотовима за албум Жмурке који су издале 2013. за чији омот су се фотографисале наге. Почетком маја 2014. године, Драгану Рогојевић је заменила Орнела Нкеза Карабумба, тамнопута манекенка из Бурундија. Током августа исте године снимљен је промотивни материјал за нови албум под радим називом Evacuation, који садржи 6 песама — 3 на српском и 3 на енглеском језику, а излази 2019. године.

## Дискографија
| Година           | Назив             | Издавач      |
| ---------------- | ----------------- | ------------ |
| Студијски албуми |                   |              |
| 1997.            |                   | Комуна       |
| 1999.            | Пусти нас у диско | Кошава       |
| 2003.            | Коло              | Сити рекордс |
| 2007.            |                   | Комуна       |
| 2013.            | Жмурке            | Сити рекордс |
| 2019.            |                   | Сити рекордс |
| Компилације      |                   |              |
| 2001.            |                   | Сити рекордс |

## Чланице групе

### Тренутне чланице
- Анастасија Буђић (2004—данас)
- Ивана Жигић (2004—данас)
- Мила Калуђеровић (2009—данас)
- Орнела Нкезе Карабумба (2014—данас)

### Бивше чланице
- Мими Карановић (1997—1998)
- Ивана Берендика (1997—1999)
- Сандра Николић (1997—2001)
- Ивана Стаменковић (1997—2003)
- Нађа Јокић (1998—2003)
- Невена Стаменковић (1999—2003)
- Бојана Баровић (2000—2003)
- Ива Драгојловић (2003—2004)
- Ивана Милановић (2003—2004)
- Оксана Мијовић (2003—2004)
- Тамара Живковић (2003—2004)
- Марија Тонић (2004—2009)
- Ивана Папић (2004—2009)
- Драгана Рогојевић (2009—2014)